# Doris Williams Stadium
Doris Williams Stadium to wielofunkcyjny stadion w Buchanan, w Liberii. Jest aktualnie używany głównie dla meczów piłki nożnej, na poziomie klubu przez Mighty Barrolle z Liberyjskiej Premier League. Stadion ma pojemność 3000 widzów.